# フランスによるイギリス侵攻計画 (1708年)
1708年のフランスによるイギリス侵攻計画（フランスによるイギリスしんこうけいかく、英語: planned French invasion of Britain）は、フランス王国による、スコットランドのジャコバイトの助力を借りて、グレートブリテン王国を侵攻しようとした計画。

## 経過
短期間の平和の後、1702年にスペイン継承戦争が勃発したことで、フランスはジャコバイトへの支援を再開した。1708年、ジェームズ・フランシス・エドワード・ステュアート（「老僭王」とも）はフランス海軍の船30隻に乗せたフランス軍6千を率いて、ダンケルクから出港した。彼はフォース湾で上陸しようとしたが、ジョージ・ビング提督率いるイギリス海軍に阻止された。ジェームズは反対したが、フランスの提督は上陸という危険を冒さず、撤退を選択した。フランス艦隊はイギリスの追撃を受けてスコットランドの北を回ってダンケルクに戻ったが、途中で多くの船と兵士の大半を失った。
一部のジャコバイト地主（ジェームズ・スターリング・オブ・ケア、アーチボルド・シートン・オブ・タッチ、アーチボルド・スターリング・オブ・ガーデン、チャールズ・スターリング・オブ・キッペンデイヴィー、パトリック・エドモンストン・オブ・ニュートン）は侵攻を支持してブリッグ・オ・タークに集まったが、逮捕されてニューゲート監獄に投獄され、後にエディンバラ城に移送され大逆罪で起訴された。しかし、提出された証拠は「ジェームズの健康を祝って乾杯したこと」しか証明できなかったため、彼らは無罪放免された。